# 安定写像
数学、特にシンプレクティックトポロジーや代数幾何学では、リーマン面から与えられるシンプレクティック多様体への特別な条件を満たす安定写像(stable maps)のモジュライ空間を構成することができる。このモジュライ空間が、グロモフ・ウィッテン不変量の本質的であり、数え上げ幾何学やタイプIIAの弦理論などの弦理論への応用がある。安定写像の考え方は、マキシム・コンツェビッチ(Maxim Kontsevich)により、1992年頃に提案され、Kontsevich (1995)で出版された。
安定写像を構成することは長く難しいので、グロモフ・ウィッテン不変量の記事の中ではなく、むしろ本記事で展開する。

## 滑らかな擬正則曲線のモジュライ空間
閉シンプレクティック多様体 {\displaystyle X} がシンプレクティック形式 {\displaystyle \omega } を持っているとする。{\displaystyle g} と {\displaystyle n} をそれぞれ自然数(ゼロを含む)とし、{\displaystyle A} を {\displaystyle X} の中の 2-次元のホモロジー類とすると、次の式の擬正則曲線(pseudoholomorphic curve)の集合を考えることができる。
{\displaystyle ((C,j),f,(x_{1},\ldots ,x_{n}))\,}
ここに {\displaystyle (C,j)} は滑らかで、種数 {\displaystyle g} で {\displaystyle n} 個のマークされた点 {\displaystyle x_{1},\ldots ,x_{n}} を持つ閉リーマン面で、
{\displaystyle f:C\to X\,}
は、ある {\displaystyle \omega }-tame 
な概複素構造 {\displaystyle J} と非斉次項 {\displaystyle \nu } に対して、次の摂動を持つコーシー・リーマン方程式を満たす函数である。
{\displaystyle {\bar {\partial }}_{j,J}f:={\frac {1}{2}}(df+J\circ df\circ j)=\nu .}
典型的には、{\displaystyle C} の穴あきオイラー標数 {\displaystyle 2-2g-n} を負とするようなこれら {\displaystyle g} と {\displaystyle n} に対してのみ許されるので安定であり、高々有限個の {\displaystyle C} の正則自己同型が存在して、マークされた点を保存することを意味する。
作用素 {\displaystyle {\bar {\partial }}_{j,J}} は楕円型であり、従ってフレドホルム型である。重要な解析的な議論（適切にソボレフノルムで完備化し、陰函数定理とサードの定理(Sard's theorem)をバナッハ多様体に適用し、楕円型正規性を使い滑らかにする）の後に、{\displaystyle \omega }-tame {\displaystyle J} と摂動 {\displaystyle \nu } の一般的な選択に対して、クラス {\displaystyle A} を表す {\displaystyle n} 個のマークした点を持ち、種数 {\displaystyle g} の {\displaystyle (j,J,\nu )}-正則曲線の集合は、滑らかな向きづけ可能なアティヤ＝シンガーの指数定理により与えられた次元を持つ次のオービフォールド(orbifold)を形成する。
{\displaystyle M_{g,n}^{J,\nu }(X,A).}
{\displaystyle d:=\dim _{\mathbb {R} }M_{g,n}(X,A)=2c_{1}^{X}(A)+(\dim _{\mathbb {R} }X-6)(1-g)+2n.}

## 安定写像コンパクト化
この写像のモジュライ空間は、曲線の列が特異な曲線へ退化することができるので、コンパクトではない。この特異な曲線は、ここで定義したモジュライ空間の中にはない。例えば、このことは、{\displaystyle f} のエネルギー（微分のL2-ノルムのこと）が、領域のある点に集中することを意味する。集中した点の周りで写像をりスケールすることでエネルギーを捉えることができる。この効果は、もとの領域の集中した点にバブルと呼ばれる球(sphere)を付けて、写像を球を横切るように拡張することになる。リスケールされた写像は、ひとつ以上の点にエネルギーを集中しているかもしれず、その場合は逐次的にリスケールせねばならない。結局、完全なバブルツリーを元の領域に貼り付け、新しい領域の各々の滑らかな成分の上で写像がうまく振る舞うようにすることができる。
詳細には、安定写像を最も悪いノード（二重結節点）として特異点を持つリーマン面の上の擬正則写像であるように定義すると、高々有限個の写像の自己同型となる。具体的には、次のことを意味する。ノードを持つリーマン面の滑らかな成分は、高々有限個のマークされた点とノードを保存する自己同型が存在するときに、安定という。すると安定写像は少なくとも一つは、安定な領域成分を持つ擬正則写像である。そして、各々の他の成分に対して、
- 写像がその成分の上で非コンパクトか、または
- 成分が安定である

ということとなる。安定写像の領域が安定曲線を必要としないことは重要である。しかしながら、（その場合でも）不安定成分を（逐次的に）縮小して安定曲線を作り出すことが可能であり、このことを曲線 {\displaystyle C} の安定化 {\displaystyle \mathrm {st} (C)} という。
{\displaystyle n} 個のマークされた点を持ち、種数が {\displaystyle g} であるリーマン面からの安定写像の全体の集合は、次のモジュライ空間を形成する。
{\displaystyle {\bar {M}}_{g,n}^{J,\nu }(X,A).}
トポロジーは、次の条件であるときに限り、安定写像の列が収束することとして定義される。
- 列が、（安定な）領域が曲線のドリーニュ・マンフォードモジュライ空間（英語版） {\displaystyle {\bar {M}}_{g,n}} で収束する
- 列が、ノード（二重結節点）から離れたコンパクトな成分の上のどのような微分でも統一的に収束する
- 任意の点に集中するエネルギーが、極限的な写像の点についているバブルツリーのエネルギーに等しい

安定写像のモジュライ空間はコンパクトである。つまり、安定写像の任意の列が安定写像へ収束する。このことを示すために、逐次的に写像の列をリスケールする。逐一、新しい極限の領域が存在して、特異点を持ってもよいが、ひとつ前の逐次列よりも低いエネルギーの集中になっている。このステップで、シンプレクティック形式 {\displaystyle \omega } は決定的な方法で入ってくる。ホモロジー類 {\displaystyle B} を表す任意の滑らかな写像のエネルギーは、シンプレクティック領域 {\displaystyle \omega (B)} により下に有界である。
{\displaystyle \omega (B)\leq {\frac {1}{2}}\int |df|^{2},}
この式の等号は、写像が擬正則写像のとき、とのときに限り成立する。このことの意味は、リスケールの各々の逐次段階で現れるエネルギーを有界とするので、高々有限個のリスケールでエネルギーをすべて捉えることに必要とするだけである。結局、新しい極限領域での極限写像は安定となる。
コンパクト化された空間は再び、滑らかで向きづけられたオービフォールドである。非自明な自己同型を持つ写像はオービフォールドの中のイソトロピーを持つ点に対応する。

## グロモフ・ウィッテン擬サイクル
グロモフ・ウィッテン不変量を構成するためには、評価写像(evaluation map)により安定写像のモジュライ空間を定める。
{\displaystyle M_{g,n}^{J,\nu }(X,A)\to {\bar {M}}_{g,n}\times X^{n},}
{\displaystyle ((C,j),f,(x_{1},\ldots ,x_{n}))\mapsto (\mathrm {st} (C,j),f(x_{1}),\ldots ,f(x_{n}))}
そして、適当な条件の下に、有理ホモロジー類
{\displaystyle GW_{g,n}^{X,A}\in H_{d}({\bar {M}}_{g,n}\times X^{n},\mathbb {Q} ).}
を得ることができる。有理数係数であることは、モジュライ空間がオービフォールドとなるために必須である。評価写像により定義されたホモロジー類は、一般的な {\displaystyle \omega }-tame {\displaystyle J} や摂動 {\displaystyle \nu } の選択には依存しない。このホモロジー類のことを与えられたデータ {\displaystyle g}、{\displaystyle n}{\displaystyle A} に対する {\displaystyle X} のグロモフ・ウィッテン(GW)不変量という。コボルディズムの議論を使い、このホモロジー類がイソトピー同値を除き {\displaystyle \omega } の選択に依存しないことを示すことができる。このようして、グロモフ・ウィッテン不変量はシンプレクティック多様体のシンプレクティックイソトピー類の不変量であることが示される。
上記の『適当な条件』が微妙で、第一には、写像の中の多重度（領域の分岐被覆を通して分解する多重度）が期待している次元よりも大きく形成することができるからである。
これを扱うもっとも単純な方法は、ある意味で対象である多様体 {\displaystyle X} が半正(semipositive)もしくはファノ多様体であることを前提にすることである。この前提は、多重度を持つ被覆写像のモジュライ空間がちょうど多重度を持たない被覆写像で少なくとも余次元2を持つように選ぶことである。すると、評価写像のイメージは擬サイクル(pseudocycle)を形成し、期待された次元のwell-definedなホモロジー類を引き起こす。
グロモフ・ウィッテン不変量を半正値のいくつかの種類の前提なしで定義することは、仮想モジュライサイクルとして知られている難しいテクニカルな構成を必要とする。